# BlaBlaCar Bus

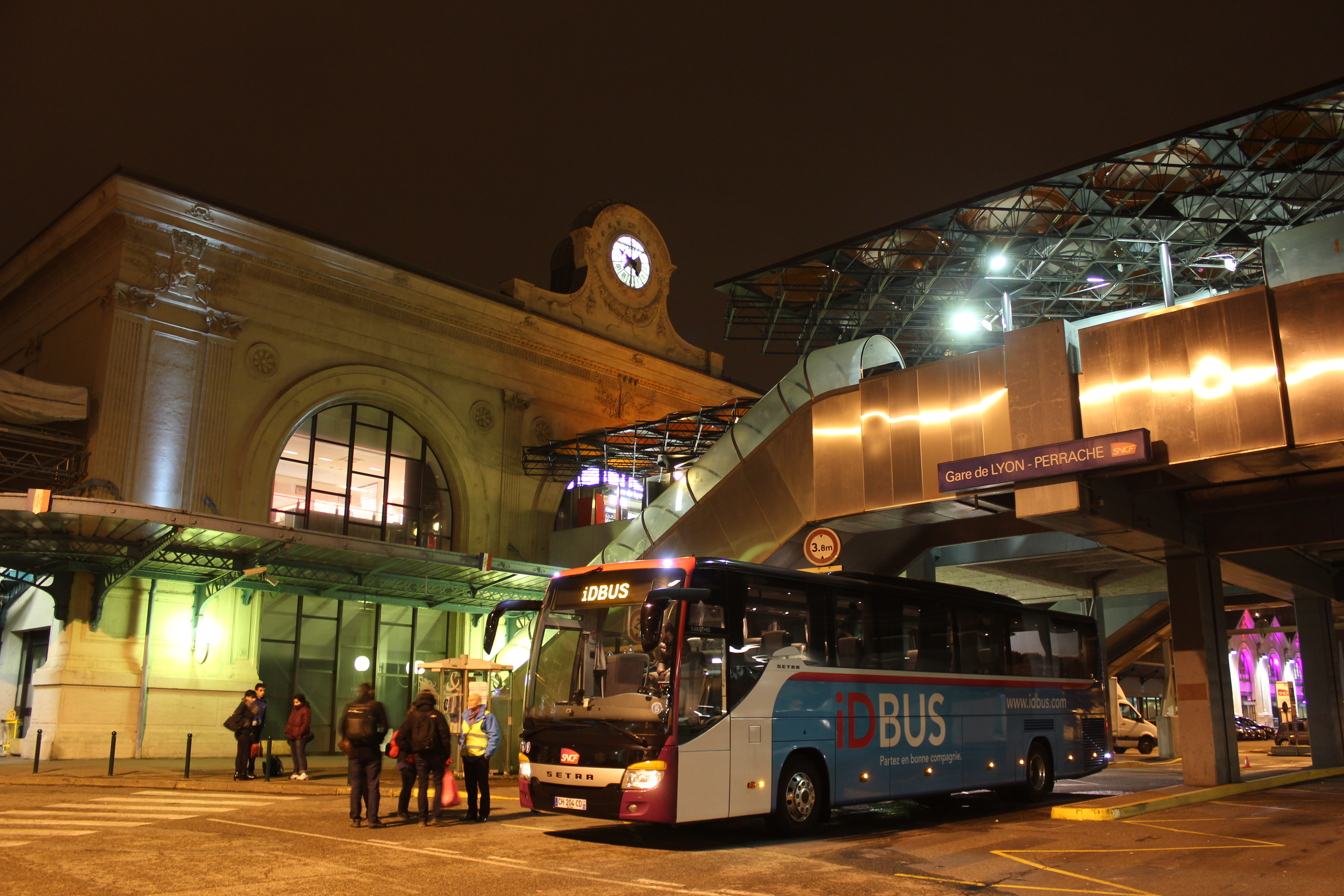
iDBUS-touringcar van het type Setra Comfort Class 400 voor het station Lyon-Perrache.

BlaBlaCar Bus (vroeger BlaBlaBus, OUIBUS, iDBUS) is een Frans touringcarbedrijf, onderdeel van het Franse autodeelplatform BlaBlaCar, dat sinds 23 juli 2012 lange-afstandslijndiensten uitvoert in westelijk Europa. Het netwerk doet verschillende bestemmingen in West-Europa aan, met als voornaamste bestemmingen Parijs en Lyon. Op 4 september 2015 is de naam iDBUS veranderd in OUIBUS. Per medio 2019 is de naam OUIBUS ingeruild voor de naam BlaBlabus en zijn de busdiensten geïntegreerd in het autodeelplatform.

## Beschrijving
De SNCF startte iDBUS als concurrent voor andere touringcarorganisaties zoals Eurolines. De SNCF probeert zich echter te onderscheiden door meer comfort. Zo hebben alle bussen WiFi, stopcontacten en een meertalige chauffeur (Frans en Engels).
Op 23 juli 2012 startte iDBUS de volgende lijnen:
- Amsterdam (- Lille) - Parijs: 2 keer per dag, waarvan 1 rit 's nachts. De dagrit stopt in Lille.
- Brussel - Parijs: 4 keer per dag, waarvan 2 via Lille.
- Londen - Parijs: 2 keer per dag, waarvan 1 rit 's nachts. De dagrit stopt in Lille.

Op 17 december van dat jaar breidde het netwerk aanzienlijk uit, het deed voortaan ook Lyon, Turijn en Milaan aan. Op 24 januari 2013 werden directe lijnen tussen Parijs en Lyon gestart.
Op 27 mei 2013 startten enkele lijnen vanuit Zuid-Frankrijk naar Italië. Op 14 oktober van dat jaar werd een verbinding gestart tussen Lyon en Barcelona. Op 4 september 2015 werd bekend dat het busbedrijf gaat rijden naar 35 nieuwe Franse bestemmingen. De Franse busmarkt is sinds de zomer van 2015 geliberaliseerd.
De bussen van BlaBlaBus zijn (voornamelijk) van onderaanemers zoals Keolis voor België.